# Podniebyle
Podniebyle – wieś w Polsce, położona w województwie podkarpackim, w powiecie krośnieńskim, w gminie Jedlicze.
| SIMC    | Nazwa        | Rodzaj    |
| ------- | ------------ | --------- |
| 0353690 | Dół          | część wsi |
| 0353709 | Kąty         | część wsi |
| 0353715 | Olszyny      | część wsi |
| 0353721 | Podlas       | część wsi |
| 0353738 | Skrzypieniec | część wsi |
| 0353744 | W Polu       | część wsi |

W latach 1975–1998 miejscowość administracyjnie należała do województwa krośnieńskiego.
W miejscowości istnieje szkoła podstawowa i OSP.
Zabudowa miejscowości jest rozrzucona. Obok zabudowy ciągnącej się wzdłuż drogi do wsi przynależą przysiółki: Olszyny, Stawy, Skrzypieniec i Hajdasz.
Miejscowość jak wykazują źródła historyczne założona została już w ΧV wieku. Od początków dzielona była na części, które należały do drobnych rodzin szlacheckich. Poszczególne działy były często zastawiane za długi lub wydzierżawiane. W okresie późniejszym wioska stanowiła często dziedzictwo właścicieli okolicznych miejscowości.